# Buprestis cupressi
Buprestis cupressi es una especie de escarabajo del género Buprestis, familia Buprestidae. Fue descrita científicamente por Germar en 1817.

## Distribución geográfica
Habita en la región paleártica.